# Владимир Шуйстер
Владимир Шуйстер  (хорв. Vladimir Šujster, 26 травня 1972) — хорватський гандболіст, олімпійський чемпіон.

## Виступи на Олімпіадах
| Олімпіада    | Дисципліна | Місце |
| ------------ | ---------- | ----- |
| Атланта 1996 | гандбол    | 1     |